# Арес
Вижте пояснителната страница за други значения на Арес.
Арес (на старогръцки: Άρης) в древногръцката митология е бог на войната. Син е на Зевс и Хера (в някои митове - само на Хера).

## Образът на Арес
Римският му еквивалент е бог Марс, който в първоначалния си вариант се доближава вероятно повече до богове, като Хермес, Дионис и Зевс. За самия Арес има сведения указващи, че отначало е бил не толкова гръцко, колкото тракийско божество. Софокъл го нарича „роден в Тракия“. Следи за тракийския му произход се виждат в Одисеята на Омир и при Овидий. Първоначално се приема, че Хера зачева Арес без участието на Зевс, от докосване на вълшебно цвете, дадено ѝ от нимфата Хлорида. В олимпийската митология Арес вече се приема като син на Зевс и Хера, но самият Зевс толкова ненавижда Арес, че казва, че ако не е негов син, би го заточил в Тартар. Всъщност с изключение на богинята на любовта Афродита, Арес е изобразяван мразен от всички Олимпийски богове.
Атрибутите, с които е изобразяван, са горяща факла и копие. Свещените му животни са лешоядът и кучето. Негови постоянни спътници са боговете на страха и ужаса Фобос и Деймос (негови синове) и Ерида, богиня на раздора, както и Енио (вдъхновителка на яростта, може би явяваща се първообразът на Граите) - олицетворения на разни зловещи страни на войната. Арес влиза в битките тежко снаряжен, карайки колесница, управлявана от неговите синове Фобос и Деймос.
Въобще в класическия си образ, Арес олицетворява физическия, насилствения и неопитомен аспект на войната - олицетворение на чистата жестокост и кръвожадност, с което се различава от другото най-популярно в гръко-римския свят военно божество, богинята Атина (Минерва), дъщеря на Зевс (или на Зевс и Метида), въплъщение повече на предводителството, военната стратегия, гениалността и доблестта и други военни и граждански добродетели. Принасят му жертви при военни победи, но по принцип не и преди самата битка - тогава жертоприношенията са за Атина.
Макар застъпен в поезията и митовете на древните гърци, Арес рядко е обект на култ и дори тогава е обикновено е почитан заедно с други богове (например има  общ храм на Арес и Афродита в Тива, Беотия). Представата на древните хора за Арес/Марс е отразена в някои от техните произведения. До наши дни са оцелели античните статуи „Арес Боргезе“ и „Арес Лудовизи“ по римски копия. Арес е изобразен в сцени от гигантомахията по източния фриз на Партенона.
Арес е любим на богинята Афродита, представян и като неин съпруг (въпреки че по-популярният й образ е на жена на бога-занаятчия Хефест). Тяхната любов и нарушаването на клетвата за съпружеска вярност от страна на Афродита, често се споменава в античната митология. Сюжетът за любовта им се среща и в няколко фрески от Помпей. През Ренесанса тази тема също е застъпена – има картини на Ботичели, Пиеро ди Козимо, Тинторето, Веронезе, Караваджо, Рубенс и др.). Деца от техния съюз са близнаците Ерос и Антерос, Деймос („ужас“), Фобос („страх“) и съпругата на героя Кадъм, богинята Хармония, родоначалничка от баща си на амазонките – жените-войни, а от мъжа си - на владетелите на Беотийска Тива, и майка на Илирий, епоним на илирите.

Редом с победите си, богът на войната има и някои поражения. В течение на 13 месеца (лунна година) Арес е заточен в медна амфора, или в глинен съд, или дори - зазидан жив от пленилите го великани Алоади. В битката за Пилос богът е ранен от героя Херакъл и пак от него при друг случай - когато убива сина му Кикън. Арес участва в Троянската война на страната на троянците и е победен от Атина. Понякога Арес е изобразяван с окови, сложени му от Ерос или Афродита, като символ на победата на любовта над войнствеността. Друг известен (и донейде подобен) сюжет е „Арес и Афродита, хванати заедно от Хефест“ - той ги улавя в момент на прелюбодеяние и мята отгоре им тънка, но много здрава рибарска мрежа. По него има творби на Рембранд, Тинторето. 

## Потомство
Неговата необузданост се проявява и у децата му, които имат жесток характер, в което особено се отличават, според митологията,  Мелеагър, Аскалаф и Иалмен, Флегий, Еномай, Диомед, амазонките.

### Жени и децата му от тях (обединен списък според различните източници)
1. Алгавра - атинска принцеса - ражда Алкипа.
2. Афродита - богинята на любовта - ражда Антерос, Химерос, Ерос, както и Хармония, а също и Фобос и Деймос.
3. Астиоха - свързана с династията на Минийския Орхомен - ражда вождове Иалмен и Аскалаф.
4. Аталанта - дева-ловджийка - след като губи в състезание се жени за Мелеагър/Меланион и ражда Партенопей (един от Седемте срещу Тива) от него или от Арес.
5. Хриса - свързана с династията на Минийския Орхомен - ражда от него Флегий, цар на лапитите.
6. Кирена - нимфа - ражда от Арес Диомед, цар на тракийското племе бистони.
7. Отрера - вероятно първата царица на амазонките (потомките на Арес и Хармония), представяна в митологията, като дъщеря на бога на източния вятър Евър - става майка на цариците на амазонките Пентезилея и Хиполита (а вероятно и на Антиопа и Меланипа, за които също се твърди, че са му дъщери, но без уточняване на името на майка им; също така е възможно това да са други имена, с които са били известни Хиполита и Пентезилея).
8. Рея Силвия - весталка, дъщеря на Нумитор, цар на град Алба Лонга - ражда от Арес (но според някои версии - от маскирания като него Амулий) близнаците Ромул и Рем, основатели на Рим.
9. Стеропа (Астеропа) - плеяда (дъщеря на Атлас и Плейнона), но това име е употребявано и като име на една от Херсперидите и може би е била отъждествявана с нея - ражда Еномай, цар на полиса Писа на полуостров Пелопонес, за чиято дъщеря Хиподамея се жени Пелопс, синът на цар Тантал, след като се преселва там, прогонен от родината си от Ил, царя на Троя.
10. Пирена (или Пелопия) - ражда от Арес зловещия дуелист Кикън, който предизвиква всеки срещнат с намерението от черепите на противниците си да му изгради храм.
11. Еритея - една от Хесперидите, вероятно свързана с едноименния остров (част от територията на град Гадес) - ражда Евритион, пастир на великана Герион, убит от Херкулес, докато се опитва да изпъди героя, дошъл да отмъкне добитъка на господаря му. Богинята Енио, вероятно също свързана със земите на Крайния Запад, също е представяна като дъщеря на Арес.
12. Бистонида - нимфа от района на едноименното езеро - ражда Терей, тракийски (предполагаемо - одриски) цар, съюзник на атинския цар Пандион, син на Ерихтоний.